# Летние Сурдлимпийские игры 1973
XII Всемирные игры глухих прошли в городе Мальмё (Швеция). Игры проводились с 21 по 28 июля 1973 года, участие в них приняли 1116 спортсменов из 31 страны.

## Виды спорта
Программа XII Всемирных игр глухих включала 12 спортивных дисциплин (8 из которых индивидуальные, 4 — командные).

### Индивидуальные
- Лёгкая атлетика
- Велоспорт
- Вольная борьба
- Греко-римская борьба
- Плавание
- Теннис
- Настольный теннис
- Пулевая стрельба

### Командные
- Баскетбол
- Футбол
- Гандбол
- Волейбол

## Страны-участницы
В XII Всемирных играх глухих приняли участие спортсмены из 31 государства:
- Австралия
- Аргентина
- Бельгия
- Болгария
- Великобритания
- Венгрия
- Венесуэла
- ГДР
- Дания
- Израиль
- Индия
- Иран
- Ирландия
- Испания
- Италия
- Канада
- Нидерланды
- Новая Зеландия
- Норвегия
- Польша
- Румыния
- СССР
- США
- Швейцария
- Швеция
- Финляндия
- Франция
- ФРГ
- Чехословакия
- Югославия
- Япония